# Valverde-Enrique
Valverde-Enrique és un municipi de la província de Lleó a la comunitat autònoma de Castella i Lleó. Forma part de la comarca de Sahagún.

## Demografia
| 1991 |  | 1996 |  | 2001 |  | 2004 |  | 2007 |  | 2011 |
| ---- |  | ---- |  | ---- |  | ---- |  | ---- |  | ---- |
| 290  |  | 251  |  | 215  |  | 208  |  | 204  |  | 189  |